# 水木清华

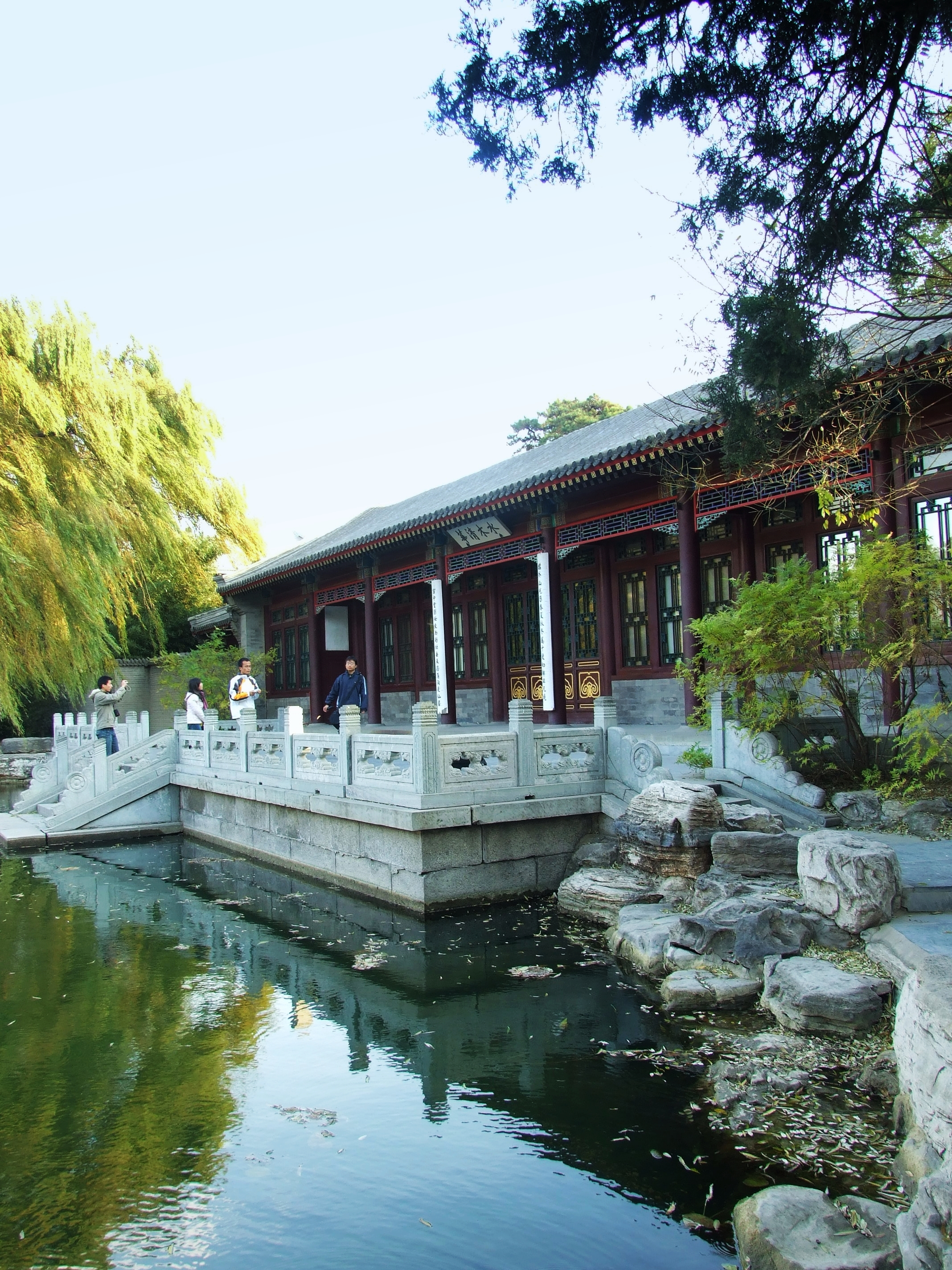
工字廳

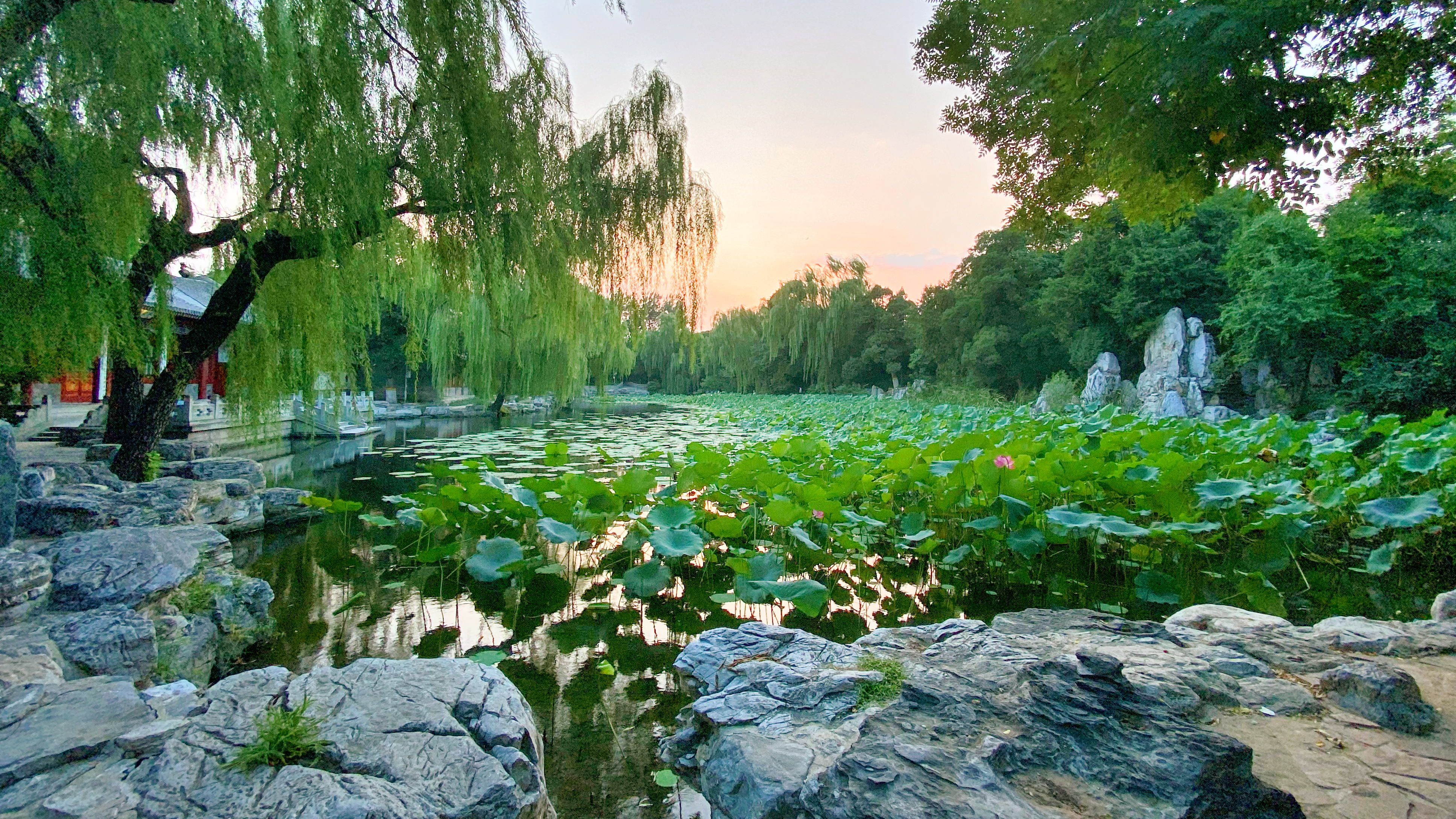
水木清华荷塘

水木清华是北京清华园中一個景点，位于清华大学工字厅的北侧。

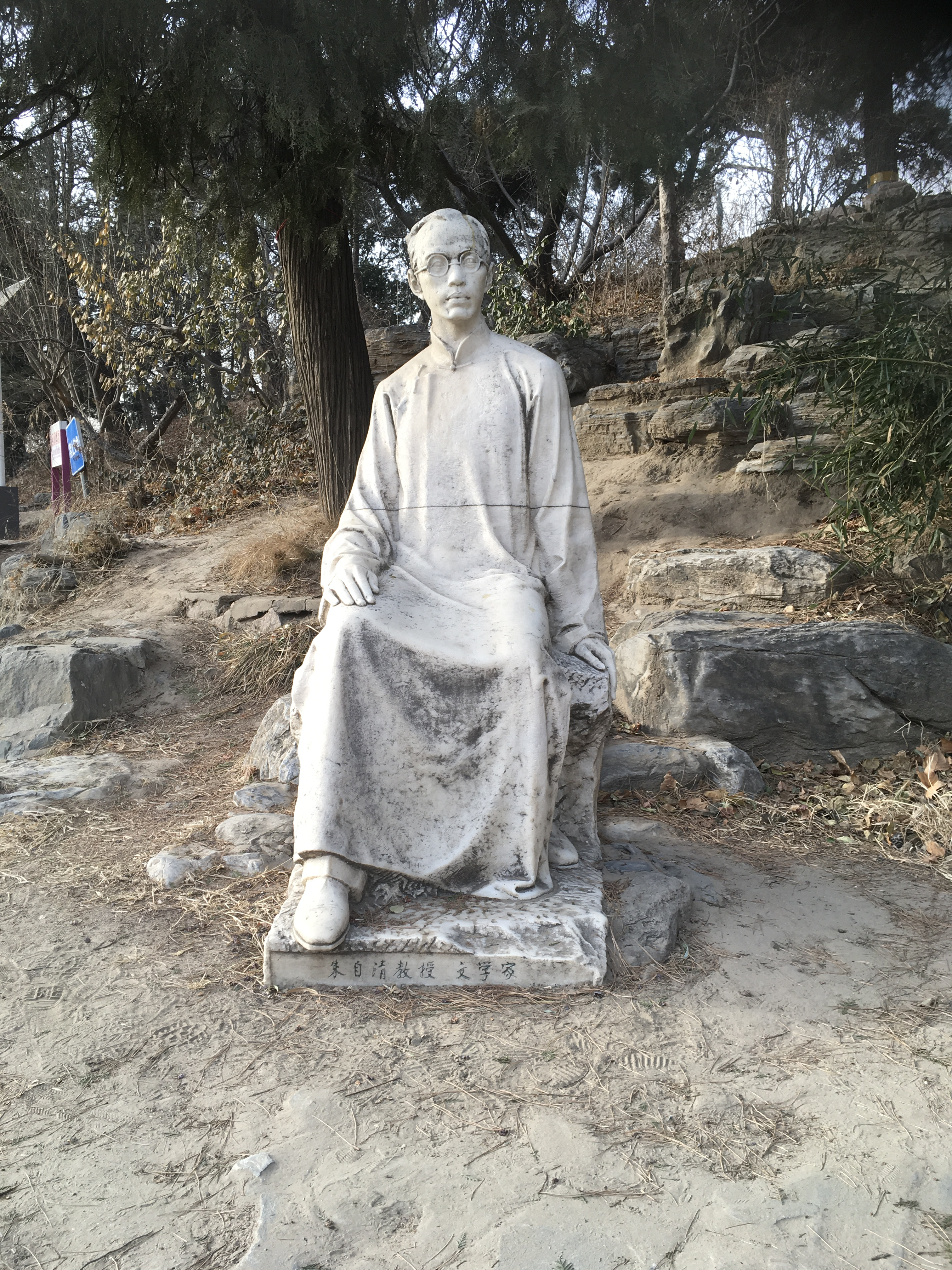
清華大學朱自清像

清华园的名字即来源于此，被称作清华园“园中之园”。水木清华的荷花池是清华园水系两湖一河之一（水木清华荷花池、近春园荷塘和万泉河）。

## 歷史
荷塘南侧的古建本为工字厅的后厦，为“水木清华”的正廊，正额“水木清华”据历史记载是清朝康熙皇帝的御笔。
“水木清华”出于晋朝谢混诗：“惠风荡繁囿，白云屯曾阿。景昃鸣禽集，水木湛清华。”正廊朱柱上悬有源自清代扬州瘦西湖贺园的名联：“槛外山光历春夏秋冬万千变幻都非凡境，窗中云影任东西南北去来澹荡洵是仙居。” 此对联在李斗（1749年—1817年）《扬州画舫录》中有记载，具体作者不详。
咸丰皇帝即位后，借用99年前乾隆皇帝在此处的题词，把工字厅命名为“清华园”，清华园因此得名。
1978年清华大学纪念朱自清逝世30周年，把近春园荷花池边的古亭改名为“自清亭”，并于水木清华荷塘北侧树立朱自清教授的汉白玉塑像。但是朱自清的《荷塘月色》中所称的荷塘并非水木清华的荷塘，而是清华园中另一景近春园的荷花池。

## 風景
水木清华的主体景观是工字厅后面的一个荷塘，荷塘之畔垂杨山水之中掩映着一幢秀雅的古建筑，清華校友常將其与颐和园中的谐趣园相比。
水木清华的景观设计者独具匠心，用山林环拢着一泓碧水，山水之间掩映着两座典雅的古亭，其中一亭中就悬挂着清华校徽的那座钟。